# Cabalgata de Reyes Magos
La Cabalgata de Reyes Magos es un desfile de carrozas típico en las ciudades de España y Andorra, en Gibraltar y, con menos eco, en poblaciones checas, polacas, mexicanas y en la localidad portuguesa de Monção, en el que los Reyes Magos (Melchor, Gaspar y Baltasar) y sus pajes y ayudantes lanzan caramelos y golosinas a los niños en la víspera de la fiesta de Epifanía.
El primer rastro documentado sobre el origen de la cabalgata del día de Reyes, se remonta a 1866 en Alcoy (Alicante).[cita requerida]

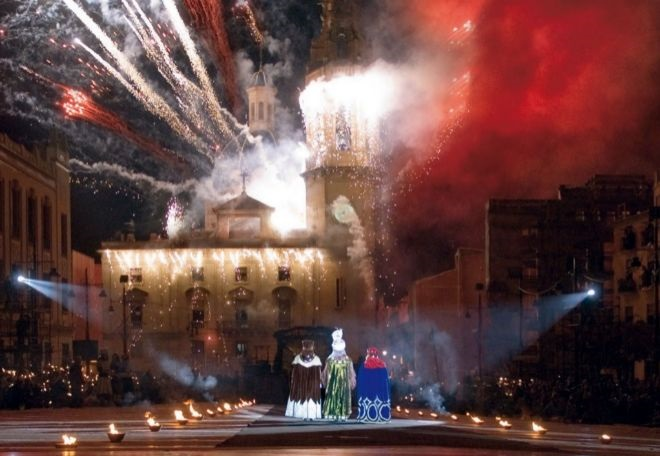
Adoración de los reyes magos en Alcoy

Las cabalgatas se celebran cada 5 de enero por la tarde o al atardecer, siguiendo la tradición, antes de que los Reyes dejen durante la noche los regalos en las casas. 

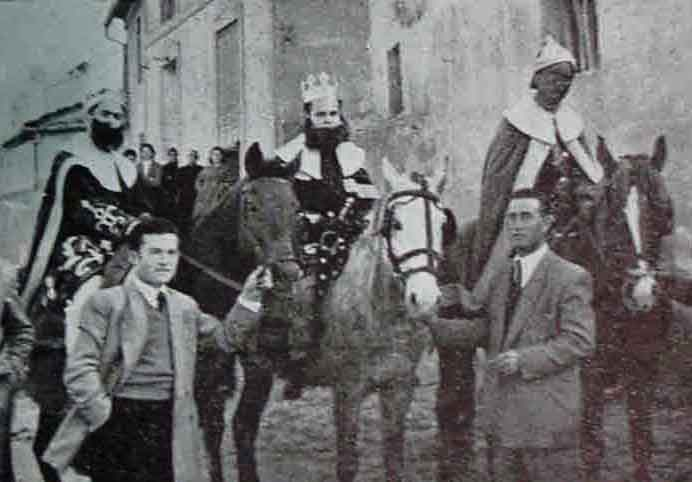
Cabalgata de Reyes Magos de 1956, en Churra (Murcia)

## Historia

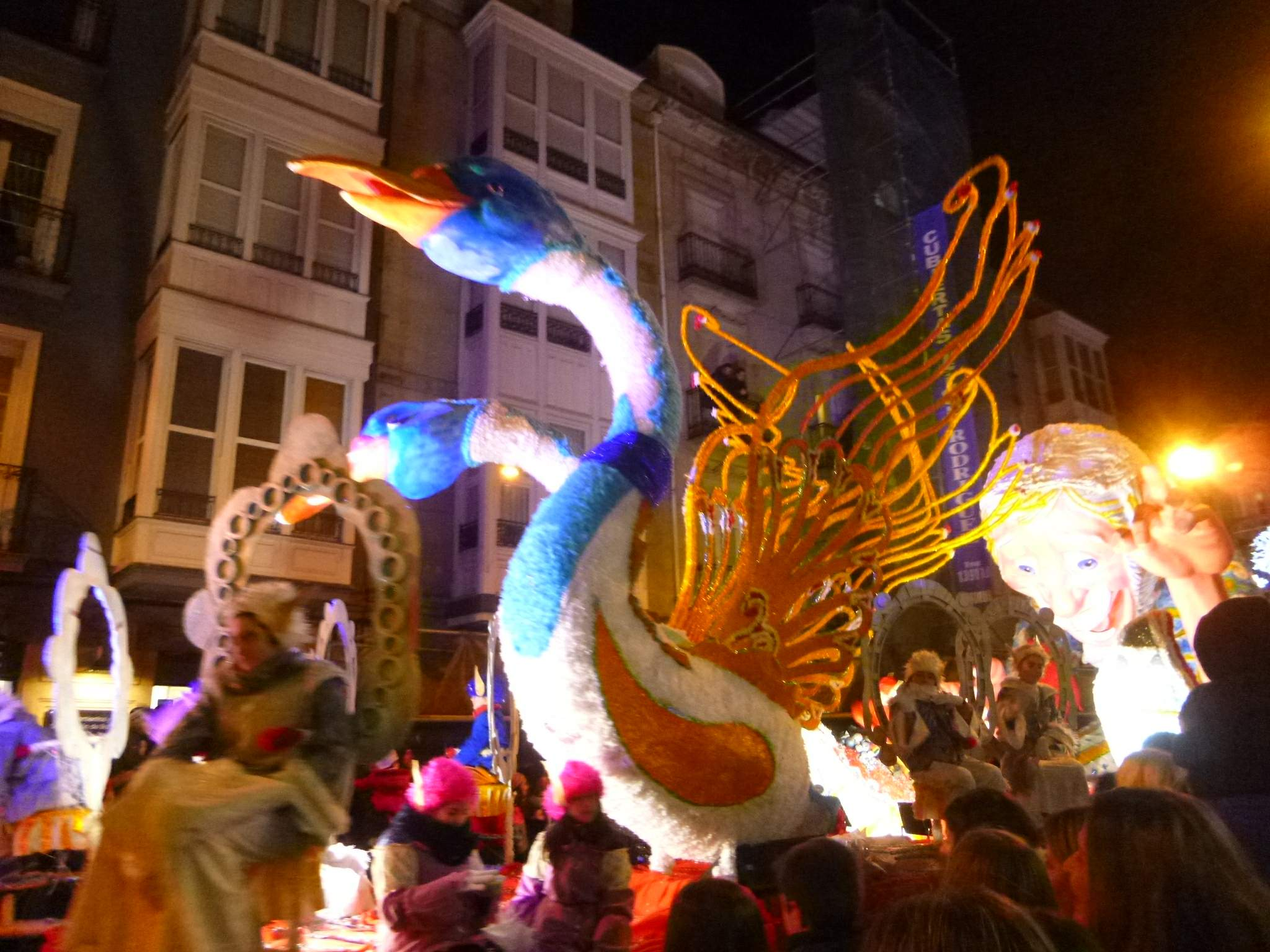
Carroza de la cabalgata en Vitoria

Al menos desde el siglo XIX han tenido lugar representaciones con los Reyes Magos como protagonistas en varios lugares de España. La primera documentada es la cabalgata de Reyes Magos de Alcoy en 1866, tal como se recoge en el Diario de Alcoy. Por circunstancias de la época, no fue hasta 1885 cuando se representa de forma continuada hasta nuestra fecha. A finales del siglo XIX se celebraban representaciones teatrales sobre la llegada y adoración de los Reyes Magos en Granada.
En 1912, por iniciativa del Centro Artístico de Granada y de un grupo de intelectuales, se recuperó la tradición de representaciones teatrales que se hacían en Granada sobre la llegada de los Reyes Magos, pero, además, se organizó una cabalgata con el objetivo de recaudar juguetes y entregárselos a los niños más desfavorecidos.
En Sevilla tuvo lugar a partir de 1918. En Madrid, la organización de la cabalgata se mezcló con la antigua "fiesta de la escalera", de principios del XIX, cuando el populacho llevaba escaleras para subirse a las murallas para avisar que llegaban los reyes, recorriendo luego las calles de la ciudad pidiendo vino la noche del 5 de enero. 
Hoy en día es una tradición multitudinaria y muy arraigada en España, celebrándose desfiles en prácticamente todos los municipios españoles. En ciudades como Logroño los Reyes llegan en helicóptero, en Gijón en barco por el mar Cantábrico, en la zona de los Pirineos en esquíes, en Pamplona vía Puente de la Magdalena. En otras localidades como  Higuera de la Sierra se realiza desde 1918 una recreación bíblica y en Santillana del Mar un auto sacramental. 
RTVE, la cadena de televisión pública, emite todos los años la tarde del 5 de enero, en abierto para toda la nación a través de La Primera, el desfile desde Madrid (salvo en Cataluña, donde se emite la cabalgata desde Barcelona en su lugar). Ciudades como Barcelona y Madrid organizan grandes desfiles con el patrocinio de servicios municipales y empresas de entretenimiento, mientras que en las ciudades más pequeñas y pueblos suelen hacer uso de un atrezzo más tradicional, realizando desfiles con pastores, romanos, camellos, bandas de música o peculiaridades regionales. Suelen acompañar a los Reyes los pajes, cartero real e incluso Herodes.

## Fuera de España
En Venezuela comenzó a celebrarse en la ciudad de La Guaira desde 1959, tradición ininterrumpida hasta la fecha.
En México se realiza en la ciudad de Irapuato desde 1975; y en  Pachuca de Soto.
Desde 2008 también se celebra la Cabalgata de Reyes Magos en Polonia, que tiene lugar el domingo más próximo al día 6 de enero.
La cabalgata también se realiza en la colonia de Gibraltar y en la ciudad de Andorra la Vieja.

## En la ficción
Esta tradición ha sido representada en varias ocasiones en el cine español. Películas como Mensajeros de paz (1957), Noche de Reyes (2001) o Barcelona, noche de invierno (2015) muestran esta celebración en la gran pantalla.